# Sophie Austin
Sophie Austin (Londres; 5 de enero de 1984) es una actriz británica, más conocida por haber interpretado a Lindsey Butterfield en la serie Hollyoaks.

## Biografía
Tiene dos hermanas: Esther y Naomi Austin.
Es muy buena amiga de las actrices Anna Passey y Paula Lane.
En 2010 comenzó a salir con el actor Graeme Rooney, con quien se comprometió en enero de 2013 y finalmente con el que se casó el 27 de julio de 2015. La pareja se separó a finales de 2015, después de ocho meses de matrimonio. Desde marzo de 2016 sale con el actor y cantante británico Shayne Ward, con quien tiene una hija, Willow May Ward (3 de diciembre de 2016). La pareja se comprometió un año más tarde. En enero de 2021 anunciaron que estaban esperando su segundo hijo.

## Carrera
En 2011 interpretó a Jools en un episodio de la popular serie británica EastEnders. Un año después apareció en un episodio de la cuarta temporada de la serie de ciencia ficción, humor y drama Misfits, donde interpretó a una joven en un funeral. El 3 de junio de 2013, se unió al elenco principal de la serie británica Hollyoaks, donde interpretó a Lindsey Butterfield hasta el 18 de mayo de 2016. Anteriormente, había aparecido por primera vez en la serie en julio de 2012, cuando interpretó a Sapphire durante el episodio # 1.3377. El 26 de junio de 2017, se anunció que se había unido al elenco de la serie Call the Midwife.

## Filmografía

### Series de televisión
| Año             | Título           | Personaje           | Notas                    |
| --------------- | ---------------- | ------------------- | ------------------------ |
| 2017 - presente | Call the Midwife | -                   | -                        |
| 2013 - 2016     | Hollyoaks        | Lindsey Butterfield | 344 episodios            |
| 2012            | Misfits          | Joven               | episodio # 4.6           |
| 2011            | EastEnders       | Jools               | episodio del 25 de marzo |

### Películas
| Año  | Título           | Personaje            | Notas                                                                                           |
| ---- | ---------------- | -------------------- | ----------------------------------------------------------------------------------------------- |
| 2010 | Partygirl        | -                    | corto - junto a Alexis Caley y Georgina Leahy                                                   |
| 2009 | The Demon Within | Debbie               | junto a Rusty Apper, Howard Corlett, Paul Kelleher y Matt Newman                                |
| 2000 | Paria            | Joven en la Estación | junto a Cyril Troley, Gérald Thomassin, Didier Berestetsky, Aristide Demonico y Morgane Hainaux |

## Premios y nominaciones
| Año  | Categoría           | Premio             | Serie     | Resultado |
| ---- | ------------------- | ------------------ | --------- | --------- |
| 2016 | Villian of the Year | British Soap Award | Hollyoaks | Nominada  |